# ラミレス・サントス・ド・ナシメント
ラミレス・サントス・ド・ナシメント（Ramires Santos do Nascimento, 1987年3月24日 - ）は、ブラジル・リオデジャネイロ州バラ・ド・ピライ出身の元サッカー選手。元ブラジル代表。ポジションはミッドフィールダー。

## 経歴

### クラブ
2007年にジョインヴィレECのトップチームに昇格し、同年クルゼイロECに完全移籍した。2007年は32試合に出場して3得点、2008年は25試合に出場して6得点を記録した。クルゼイロでの活躍が認められ、2009年夏に移籍金750万ユーロの5年契約でSLベンフィカに移籍した。2010年8月13日、イングランドのチェルシーFCに4年契約で移籍し、同年8月28日のストーク・シティFC戦でデビューを果たした。2011年1月24日のボルトン・ワンダラーズFC戦でリーグ戦での移籍後初ゴールを記録。2012年12月16日のFIFAクラブワールドカップ2012決勝戦SCコリンチャンス戦に先発出場したがチェルシーFCは1対0で敗れ惜しくもクラブ世界一とはならなかった。試合終了後には人目をはばからず当時チームメイトのダヴィド・ルイスと抱き合い悔し涙を流した。2014年4月19日のサンダーランドAFC戦で接触のない場面でセバスティアン・ラーションに肘打ちをしたことで4試合の出場停止処分を受けた。
2016年1月27日、中国・スーパーリーグの江蘇蘇寧へ移籍することが発表された。なお、江蘇蘇寧はクラブ公式『微博』（中国版ツイッター）で移籍金2800万ユーロ（約36億円）の4年契約（2019年12月31日まで）と明かしている。7月9日の山東魯能戦で試合終了後に主審に抗議したとしてレッドカードを提示され、4試合の出場停止処分を受けた。2018年1月にインテルへの移籍希望を口に出した直後から2019年まではリザーブチームに降格し、トップチームでは全く出番がない状態になる。更に江蘇はガブリエル・パレッタやエデルといった選手で外国人枠を埋めてしまったため、ラミレスの出場はさらに難しいものとなっていった。2019年5月に江蘇蘇寧との契約を解除した。
2019年6月13日、ブラジルに戻り、パルメイラスと4年間の契約を結んだことを発表した。

### 代表
2008年夏に行われた北京オリンピックに、ケガで辞退したロビーニョの代替選手として選出されると、6試合中4試合に出場し銅メダル獲得に貢献。2009年5月にはブラジル代表に初招集。6月のワールドカップ南アフリカ大会・南米予選のウルグアイ戦で初キャップを刻んだ。FIFAコンフェデレーションズカップ2009にも出場して優勝に貢献した。翌年の南アフリカW杯ブラジル代表にも選出され、大会前の6月7日に行われた親善試合のタンザニア戦では代表初得点を含む2得点を挙げた。

## 個人成績
| 国内大会個人成績 | 国内大会個人成績 | 国内大会個人成績 | 国内大会個人成績 | 国内大会個人成績                       | 国内大会個人成績 | 国内大会個人成績 | 国内大会個人成績 | 国内大会個人成績 | 国内大会個人成績 | 国内大会個人成績 | 国内大会個人成績 |
| 年度             | クラブ           | 背番号           | リーグ           | リーグ戦                               | リーグ戦         | リーグ杯         | リーグ杯         | オープン杯       | オープン杯       | 期間通算         | 期間通算         |
| 年度             | クラブ           | 背番号           | リーグ           | 出場                                   | 得点             | 出場             | 得点             | 出場             | 得点             | 出場             | 得点             |
| 中国             | 中国             | 中国             | 中国             | リーグ戦                               | リーグ戦         | リーグ杯         | リーグ杯         | FA杯             | FA杯             | 期間通算         | 期間通算         |
| ---------------- | ---------------- | ---------------- | ---------------- | -------------------------------------- | ---------------- | ---------------- | ---------------- | ---------------- | ---------------- | ---------------- | ---------------- |
| 2016             | 江蘇蘇寧         | 7                | 超級             | 26                                     | 6                | -                | -                | 0                | 0                | 26               | 6                |
| 通算             | 超級             | 超級             | カテゴリー       | \|\|\|\|colspan="2"\|-\|\|\|\|\|\|\|\| |                  |                  |                  |                  |                  |                  |                  |
| 総通算           | 総通算           | 総通算           | 総通算           | \|\|\|\|\|\|\|\|\|\|\|\|\|\|           |                  |                  |                  |                  |                  |                  |                  |

## 代表歴

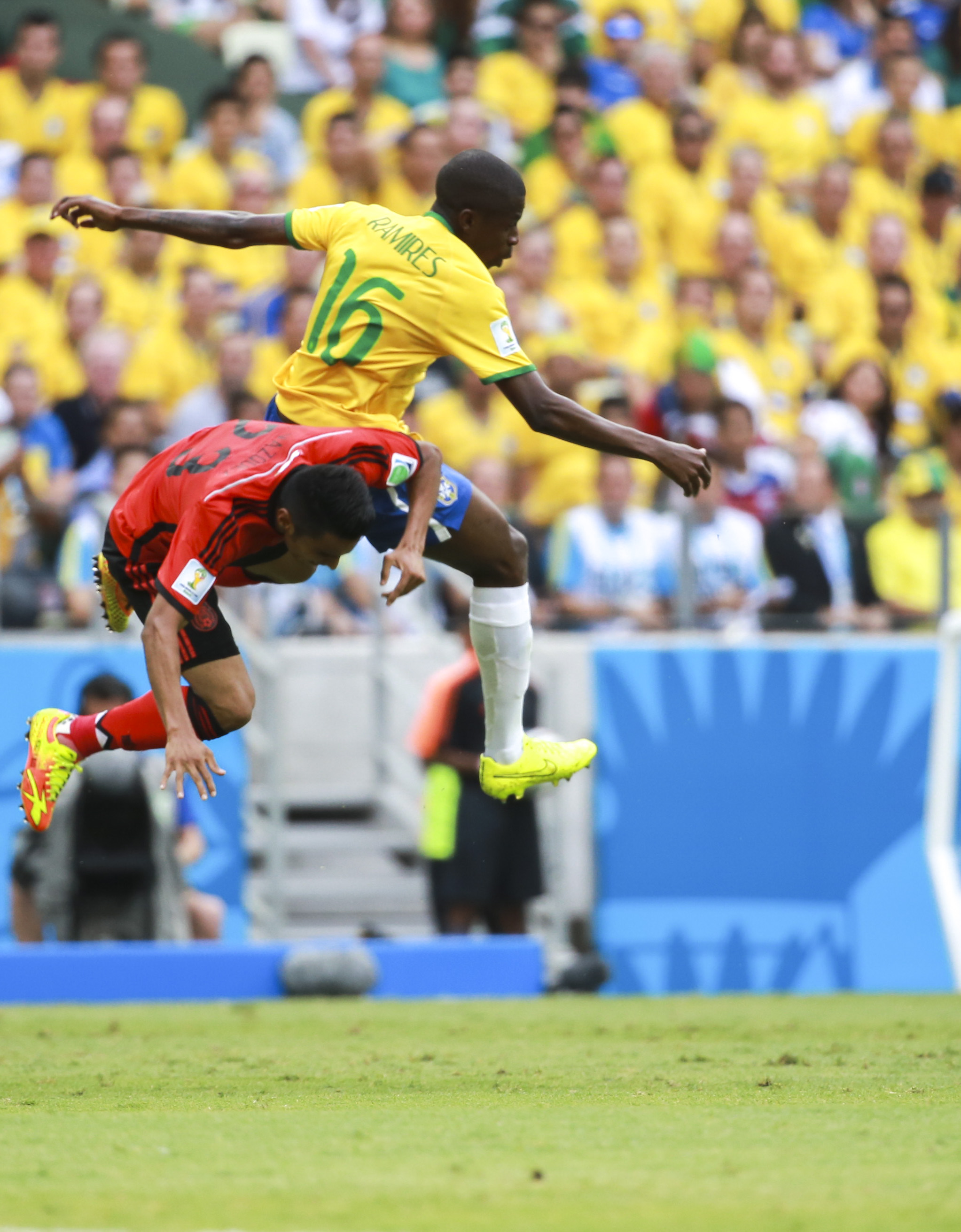
ブラジル代表でプレーするラミレス（2014 FIFAワールドカップ、メキシコ戦）

### 出場大会
- U-23ブラジル代表
  - 2008年 - 北京オリンピック (3位)
- ブラジル代表
  - 2009年 - FIFAコンフェデレーションズカップ2009 (優勝)
  - 2010年 - 2010 FIFAワールドカップ (ベスト8)
  - 2011年 - コパ・アメリカ2011 (ベスト8)
  - 2014年 - 2014 FIFAワールドカップ (4位)

### 試合数
- 国際Aマッチ 52試合 4得点（2009年-2014年）[9]

| ブラジル代表 | 国際Aマッチ | 国際Aマッチ |
| 年           | 出場        | 得点        |
| ------------ | ----------- | ----------- |
| 2009         | 10          | 0           |
| 2010         | 10          | 2           |
| 2011         | 7           | 0           |
| 2012         | 6           | 1           |
| 2013         | 8           | 1           |
| 2014         | 11          | 0           |
| 通算         | 52          | 4           |

### 得点
| #  | 開催年月日     | 開催地                                                       | 対戦国         | スコア | 結果 | 試合概要 |
| -- | -------------- | ------------------------------------------------------------ | -------------- | ------ | ---- | -------- |
| 1. | 2010年06月07日 | ダルエスサラーム、ベンジャミン・ムカパ・ナショナルスタジアム | タンザニア     | 0-3    | 1-5  | 親善試合 |
| 2. | 2010年06月07日 | ダルエスサラーム、ベンジャミン・ムカパ・ナショナルスタジアム | タンザニア     | 1-5    | 1-5  | 親善試合 |
| 3. | 2012年09月10日 | レシフェ、エスタディオ・ド・アルダ                           | 中華人民共和国 | 1-0    | 8-0  | 親善試合 |
| 4. | 2013年09月07日 | ブラジリア、エスタジオ・ナシオナル・デ・ブラジリア           | オーストラリア | 4-0    | 6-0  | 親善試合 |

## タイトル

### クラブ
ジョインヴィレEC

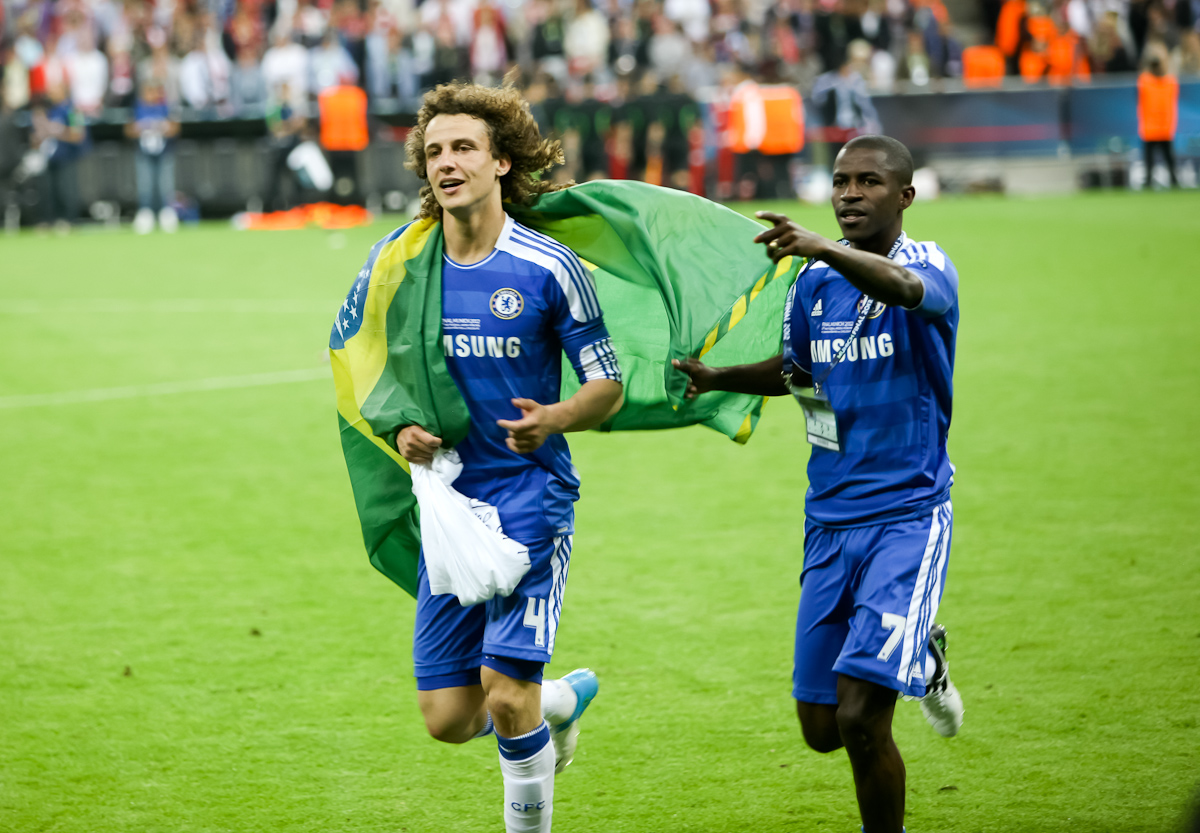
チャンピオンズリーグ2011/12決勝でのダヴィド・ルイスとラミレス

- カンピオナート・カタリネンセ：2回 (2005, 2006)

クルゼイロEC
- カンピオナート・ミネイロ：2回 (2008, 2009)

SLベンフィカ
- プリメイラ・リーガ：1回 (2009-10)
- タッサ・ダ・リーガ：1回 (2009-10)

チェルシーFC
- UEFAチャンピオンズリーグ：1回 (2011-12)
- UEFAヨーロッパリーグ：1回 (2012-13)
- FAカップ：1回 (2011-12)
- フットボールリーグカップ：1回 (2014-15)
- プレミアリーグ：1回 (2014-15)

### 代表
U-23ブラジル代表
- 北京オリンピック銅メダル：1回 (2008)

ブラジル代表
- FIFAコンフェデレーションズカップ：1回 (2009)